# 兴宣大院君
興宣大院君（1821年1月24日—1898年2月22日）本貫全州李氏，諱應，字時伯，號石坡、海東居士，朝鮮王朝宗室成員與政治家，為朝鮮王朝第26代君主高宗的生父。諡獻懿。

## 早年
李昰應於嘉庆二十五年庚辰十二月二十一日（1821年1月24日）出生于汉城，他是南延君忠正公李球第四子，母骊兴闵氏。南延君是仁祖第三子麟坪大君的六世孙，被过继给莊獻世子第四子恩信君李禛为后。在宗法制度下，由於恩信君被過繼給朝鮮英祖之弟延齡君，南延君與其後裔被視為朝鮮肅宗後代，繼承順位在英祖後裔之後，因此這為日後高宗繼位為王建立了條件。
1834年，封興宣副正、資信大夫。1835年升保信大夫。1841年升彰義大夫，封興宣正。1843年作為孝顯王后守陵官，晉封興宣君，至1846年升至顯祿大夫。1847年曾被任命為冬至使出使清朝，但未成行。後歷任提調厨院、典醫監、司圃署、典設司、宗親府有司堂上、五衛都摠府都摠管等職。
1864年初，哲宗去世，安东金氏和豐壤趙氏围绕继承问题产生对立。此時，李昰应的三位兄長中有兩位已經過世，不是無子，就是只有獨子，按照朝鮮王室的既成慣例，他們的後代都不能入繼王位；李昰应則有兩位嫡子，李載冕及李载晃。因此李昰应买通宫女巴结神贞王后赵大妃，反对安东金氏，說服大妃收養且立他的次子李載晃為新王並让大妃垂帘听政。丰壤赵氏积极支持，领府事金左根、领敦宁金兴根及哲宗之妃金氏哲仁王后反对，害怕威胁他们的利益。而宪宗之妃洪氏（孝定王后）、院相郑元容和安东金金炳学支持李昰应，赵大妃作为最高长辈倾向李昰应。最後，安东金氏认为李昰应是无能之輩也没繼續堅持反对。李昰應之嫡第二子李载晃被选入宫中继承王位，是为高宗。高宗即位时年仅十二岁，不能亲理政务，由李昰應赞襄政务，封号兴宣大院君，人稱大院位大监（大監是對正一品、正二品官員的通稱）。興宣大院君是朝鲜王朝唯一一个在世时就被尊为大院君的人。因此在今天，朝鲜半岛所说的大院君一般就是興宣大院君。其住宅被授予“宫”的称号，称“云岘宫”。高宗登基时金左根等人以“不事二君”为由，反对大院君摄政，主张虚尊其位，但遭到赵大妃一党的赵斗淳等人的驳斥而作罢。1866年赵大妃结束垂帘听政。

## 政绩

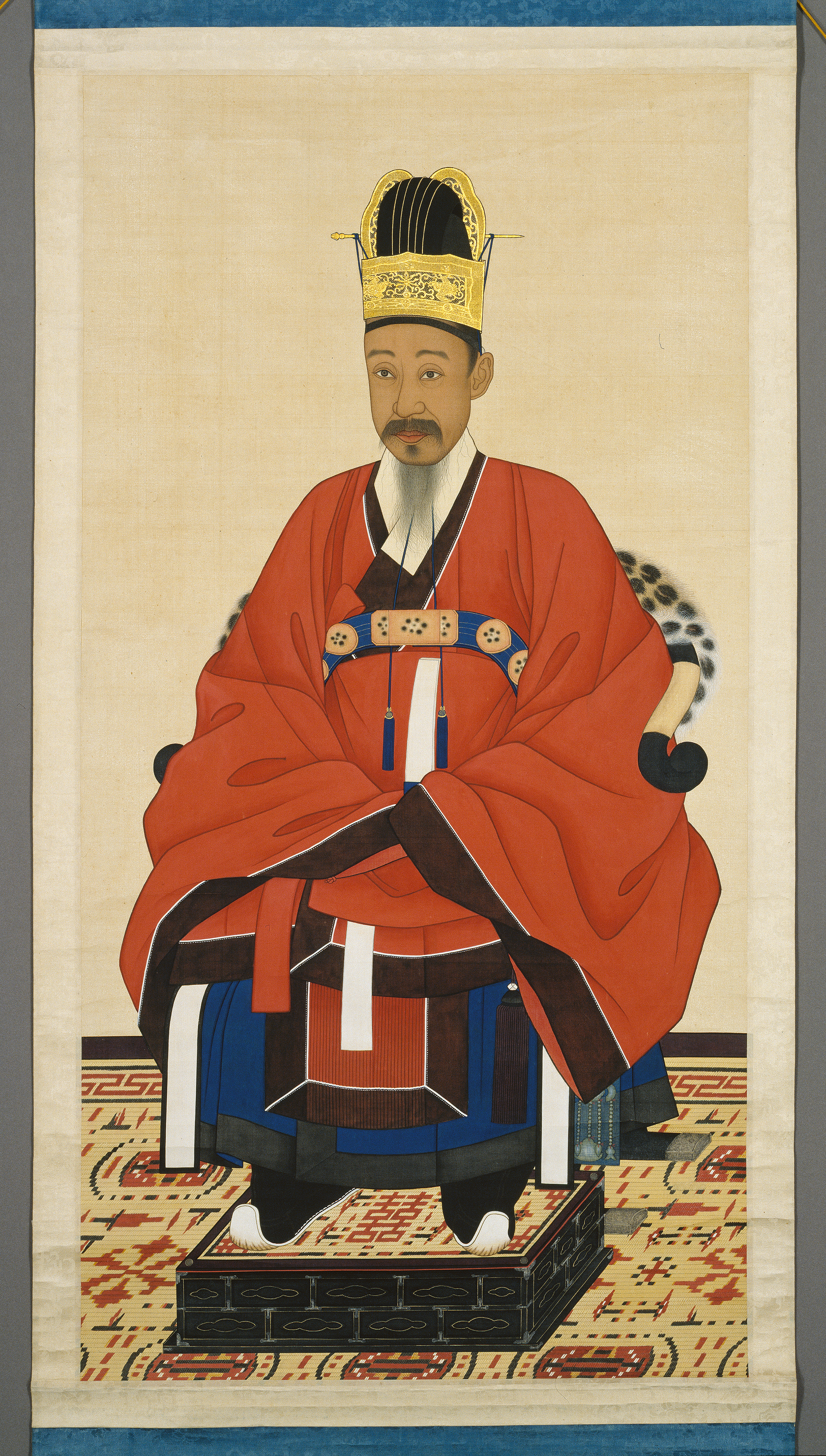
大院君朝服像

興宣大院君掌權後，便施行新政以强化专制中央集权。大院君下令在汉城四大门征收通行税，在农村征收水税，在全国境内发行「当百钱」，引进清朝钱币，导致朝鲜通货膨胀，后来被他的政敌斥责为劳民伤财、损耗国力。为了重塑王室的威严，1865年他傾全國之力重建壬辰倭亂時遭焚燬之景福宫，景福宫作为君主专制威权的象征，是大院君加强中央集权的重要标志。后因财政不济，向百姓征收「願納銭」。大院君還改革还穀制度，下令在國中五道实行社仓制，效仿宋朝朱子社仓，废止只有平民纳税的军布制，改行户布制，无论貴族平民皆必须缴税，国库“此时富力，足支十年之用”，大院君威望大大提高。大院君发布“变服令”，大幅度简化衣冠服饰，将长袖改为窄袖，以便对内提高行政效率，对外便于上战场打仗。
大院君强化王权，强化个人独裁，用人唯才，重视吏治，對於親人，其兄长李最应、儿子李载冕、妻舅闵升镐等人都没攀上高官。为了加强中央集权，大力排挤安东金氏、豐壤趙氏等門閥。缩小各地备边司，从议政府中分离出三军府，将行政权与军事权相分离；他下令刊行《大典会通》、《两铨便考》、《六典条例》等书籍，明确国家的典章制度和法律规范；宣布“四色平等”（四色，朝鲜朝廷中的四个派别：老論派、少論派、南人黨、北人黨）、“以才择官”，压制安东金氏、丰壤赵氏的老论、少论派，拔高南人和北人的地位，王族全州李氏的李宜翼、李世辅、李景夏、李邦玄等人获得重用。打破两班贵族垄断做官，提拔中人甚至庶民中的有才之士。
大院君在全国采取思想专制和文化高压政策，致使出现了“云岘当国，甲子（1864）至癸酉（1873）十年之间，邦内震恐。小民咋舌相戒，不敢谈朝廷事，常如鬼扑临门”的状况。另外打压儒林士人，下“书院撤废令”。全国除47所“赐额书院”（由国王赐御匾的书院）以外，其他书院一律裁撤。儒生祭祀明神宗的万东庙（為了感念壬辰倭亂時明朝派兵救援朝鮮）也被关闭。命令李景夏动用武力裁撤书院，他认为书院威胁他的独裁。
大院君严厉镇压外國人與外國宗教势力，同治五年（1866年）正月，下令在全国境内禁絕天主教，逮捕12万人，包括12名法国传教士。处决上万名天主教徒及家属，包括9名法国传教士，史称“丙寅邪狱”（现称“丙寅迫害”）。导致丙寅洋擾。外交方面，大院君厉行闭关锁国政策，面对舍门将军号事件、丙寅洋扰、辛未洋扰，一律采取强硬政策，在全国竖立他手书的“斥和碑”，上书：“洋夷侵犯，非战则和，主和卖国，戒我万年子孙”。

## 與閔妃（明成皇后）的恩怨
高宗成年後，大院君要為兒子物色王妃人選時，他的妻子驪興府大夫人推薦了自己16歲的遠房堂妹閔茲暎。當時，府大夫人的弟弟閔升鎬已經出繼成為族人閔致祿的養子，使得閔升鎬和閔茲暎成為養兄妹。府大夫人向大王大妃趙氏推薦她，也努力說服自己丈夫。大院君起初不願意，認為閔升鎬已是他的近親妻舅，再另選同樣的姓閔氏的入宮，如今若再讓閔茲䁐入宮，則閔升鎬將同為他們父子的妻舅。不過，趙大妃同意府大夫人的提議，反覆勸說，才終於說服大院君。閔茲暎於是被选入宫中，成为高宗的王妃，世稱閔妃。
不過當時高宗寵信尚宫李氏（李順娥），李氏于1868年诞下一子，即完和君李墡，李氏母以子贵，被封为淑媛。闵妃在被冷落下苦读诗书史籍，获得了宫中的同情，也最终得到高宗的垂青。闵妃虽多次怀孕，但不是流產就是夭亡，一次还被认为是大院君送来的山篸引起的。而大院君为了巩固王权，要求早早确立世子，主张立李尚宫之子李墡为世子。与闵妃产生很大矛盾。闵妃暗中培植自己家族外戚，还联合安东金氏和丰壤赵氏，甚至笼络大院君之兄李最应（兴寅君）、大院君长子李載冕等人，形成一股强大的政治力量。
1873年，大院君被尊为“大老”，而在这年十月，崔益鉉恢复官职后就马上呈文弹劾大院君的改革政策。崔益铉的持斧上疏按惯例先呈云岘宫。大院君认为国王肯定会驳回上疏并严惩崔益铉，就转呈给国王，但是高宗看到上疏后给崔益铉升了官。在高宗和闵妃鼓动下，崔益铉再次上疏弹劾大院君，称“任事之臣（即大院君）壅蔽聪明，操纵威福，纲目俱弛，而致有今日之痼弊也”，明确要求“若其不在其位，而惟在亲亲之列者，只当尊其位、厚其禄，勿使干预国政”。此举极大震动了朝野，洪淳穆组织大院君麾下骨干见高宗请旨杀崔益铉。高宗陷入了两难的境地。
1873年，閔妃联合安东金氏、丰壤赵氏以“国王亲政”为由，排斥大院君势力，11月5日，高宗宣布“亲政”，不准大院君入宫干预政事。大院君让洪淳穆等人集体辞职，架空朝廷。闵妃却指派其党羽掌控朝廷各要害部门，大院君彻底失势，由于高宗李熙生性懦弱，政权实际掌握在闵妃外戚集团手中。大院君离开京城，蛰居于三溪洞别庄、杨州直谷山庄和德山城疏等地。闵妃在政变不久后生下儿子李坧，出生1年后被册封为王世子（后来的纯宗），统治地位因而完全巩固。
大院君仍试图干涉朝政。其下台不久后，景福宫就发生了爆炸事件，四百多间殿阁被烧毁；1874年十一月，闵妃之兄闵升镐的兒子与闵妃生母韩昌府夫人李氏的孫子在家中被炸弹炸死；但他的夫人剛好在廚房茶菓僥倖逃過一死。光绪元年（1875年）十一月，领议政兴寅君李最应的宅邸遭纵火。这三次的“火贼”被认为是大院君党羽、前庆尚道兵使申哲均。虽然在审理申哲均的过程中并没有牵扯到大院君，但闵妃因此仇恨大院君。儒生们则认为高宗对大院君不孝，从1874年十月起不断上疏要求高宗敦请大院君回京。高宗在闵妃的指使下，将李汇林等上疏者流放荒岛，并宣称：“此是间人骨肉者，煽动内外，眩惑人心者也。自今以后，若有更为伏闕者，当以极律磨炼”。1875年六月仍有儒生赵忠植等4人冒死上疏，高宗下令将4人处斩，遭众臣力谏反对，大院君于同年六月二十二日入京，对高宗说：“儒生等为我父子上疏，欲杀此辈，可先杀我！”高宗和闵妃妥协，将四名儒生改为流放，并同意大院君回到京城云岘宫居住。
大院君一直等待时机，东山再起。闵妃集团醉生梦死，民愤越积越深。人民开始怀念大院君时代。1876年正月，日本使臣黑田清隆、井上馨率7艘军舰到江华岛，以云扬号事件为借口，迫朝鲜与其签订条约，闵妃同意日方条款，放弃锁国路线。大院君上书抨击，要求与日本一战。他还派人前往江华岛，诘责申櫶等谈判官员，阻止朝日建交。但闵妃集团不加理会，于1876年二月二日和日本签订了《江华条约》。大院君对高宗和闵妃更加失望和仇视。
光绪七年（1881年），清朝驻日参赞黃遵憲的《朝鲜策略》在朝鲜披露。书中提议朝鲜与中國、日本、美国联手对付沙俄，为闵妃集团所赞同，却引起了朝鲜人民的反对，儒生掀起“辛巳斥邪”。大院君党羽安骥泳等人利用社会上的不满情绪，图谋政变，拥立大院君庶长子李载先，后因人告密而失败，安骥泳等人被凌遲，李载先在流放济州岛过程中被賜死。大院君本人並未被牵连。
1882年6月“壬午兵变”，闵妃出逃，其党羽或被杀，餘党被捕。大院君又乘机掌握政权，自封国太公，並宣布闵妃已死，为其国葬。高宗被迫下旨“自今大小公务，并禀决于大院君前”。不久，清廷朝鮮事務大臣吳長慶的幕僚马建忠設謀之下，大院君被吳長慶部將袁世凯拘捕，押送天津，监禁于保定府三年，1885年获释回国。
1891年，袁世凯认为高宗昏庸无能，劝高宗禅让于世子李坧，由大院君辅政，高宗听说后非常害怕，急忙命世子監國，接受百官朝贺，效仿肃宗、英祖、纯祖故事，命储君代理听政。后来经过李容元力劝而罢，但李容元也遭到流配。亦有一说是世子的庶弟义和君李堈远比世子优秀，且大院君威望甚重，闵氏一族感到威胁，遂企图以世子代理听政的方式来加强自身的权势。
1894年春，朝鮮爆发東學黨之亂，朝鮮国王请清兵助剿。日本也于该年6月8日派混成旅团入侵朝鮮，并向朝鮮政府提出改革内政要求。被拒后，於7月23日派兵攻占朝鮮王宫，刺殺閔妃，並监禁朝鮮高宗。另派一支部队包围并占领大院君私宅雲峴宮，利用大院君成立傀儡政權，宣布废止向清朝进贡礼仪，进行脱离清朝运动。
日本人虽然建立了以大院君为首的政权，但对于大院君并不放心。认为：“大院君七十五年来只知有中国，不知有他国，是自顶至踵，完全充滿著『顽固』二字的老翁”，表面上“巧言令色向我们求媚”，暗中却“託在平壤之华将，將其心意轉達清廷”。
特别是8月10日，进驻平壤的清军左宝贵等率军渡过大同江南下到达中和附近时，据日方史料记载“大院君事大心热中沸腾，任其爱孙为壮卫营大将，掌握兵权。阳对日本大鸟公使表示非常诚恳，却阴与中国结托，策划奸黠隐谋，与在平壤清军暗通，表里相援，企图擒捉日本公使”。“并和东学党相呼应，企图驱逐我兵”据清人姚锡光《东方兵事纪略》记载，日军占领汉城后：“朝鮮君臣民庶制于倭人兵力，望我军捷音有若望岁，其王京自大院君以下，时密输倭人消息于我，日盼我军进趋汉城”。
乙未事变中大院君被日本人利用，非常难堪。事变10天后迫于压力搬出宫廷，回到云岘宫，又把孙子李埈镕送日本留学。日本也只是暂时利用大院君，同年十二月将其流放。1896年2月11日俄館播遷后，大院君离开汉城，隐居郊外孔德里别庄，朝鲜政府2月13日恢复前一年四月颁布的“大院君尊奉仪节”，对他软禁。光武元年（1897年）中国驻朝总领事唐绍仪国内报告：“乙未八月闵妃被戮，王疑其父串通倭所致，怨恨益深，遂标兵数十名榜于其门前，凡遇有与昰应府内往返者，均严加审讯，方许出入，本年六月间又派巡查十名守垣内。昰应大怒，每人杖一百，即时入宫见其子，谓：‘乙未以前闵妃未死，尔之疑我，知系为妻蛊惑，今之派兵防我，设巡查于我庭前，殊不可解。尔无父母耶？抑我无妻室耶？倘尔疑我为逆党，即请杀之，何致竟设巡查于内室耶？但自今以后，勿谓有本生父母！我已八十老人，将去黄泉，亦不与尔相见！’等语。王闻之不觉泪下，请息怒，及许严责总巡官。昰应不听，乘怒而归。嗣后该巡查经已撤去，惟尚有暗查密探于其府之左右近地。”
此后大院君离开了朝鮮的政治舞台，1898年2月22日死于雲峴宮，享壽77岁。临死前对李载冕要求要和高宗見面，可是说了三遍都無法如願。戌时，大院君就斷氣了。在场的人看到这一幕无不伤感呜咽。 5月25日，高宗皇帝为他举办了盛大的葬礼，但没有出席。他在高楼上看见大院君的送葬行列逐渐远去，痛哭失声，“声彻于外，人以为犹有天伦之感”。与夫人纯穆大院妃，合葬京畿道坡州云川面大德园。1907年8月24日，纯宗为大院君上尊谥“兴宣獻懿大院王”。在坡州专门为他修建一座墓园，称“兴园”，单独移葬至此（1966年迁葬京畿道南杨州市）。

## 家庭
| 关系   | 姓名     | 生卒年         | 封号/职位  | 备注                                                        |
| ------ | -------- | -------------- | ---------- | ----------------------------------------------------------- |
| 父親   | 李球     | 1788年－1836年 | 南延君     | 朝鲜仁祖第三子麟坪大君的六世孙。 朝鲜高宗的亲生祖父。       |
| 母親   | 驪興閔氏 | 1784年－1831年 | 府夫人     |                                                             |
| 夫人   | 驪興閔氏 | 1818年－1898年 | 纯穆大院妃 |                                                             |
| 長女   | 全州李氏 | 1838年－1869年 | 贈貞敬夫人 | 與趙慶鎬（）成婚。                                          |
| 外孫女 | 林川趙氏 | 1857年－1920年 | 貞夫人     | 與哲仁王后的姪兒金興圭（김흥규）成婚。                            |
| 外孫女 | 林川趙氏 | 1864年－1914年 | 貞敬夫人   | 與大院君的再從姪李載克成婚。                                |
| 嫡長子 | 李載冕   | 1845年－1912年 | 完興君     | 兴宣大院君曾一度计划将高宗废黜，将李载冕列为国王的候选人。  |
| 長孫   | 李埈鎔   | 1870年－1917年 | 永興君     |                                                             |
| 孫女   | 全州李氏 |                | 淑夫人     | 與哲仁王后的遠房姪兒金仁圭（김인규）成婚。                        |
| 嫡次子 | 李載晃   | 1852年－1919年 | 朝鮮高宗   | 妻明成皇后。                                                |
| 次女   | 全州李氏 | 1861年－1899年 | 貞敬夫人   | 與趙鼎九（）成婚。                                          |
| 外孫女 | 趙季珍   | 1897年－1996年 |            | 與李會榮的次子李圭鶴（이규학）成婚。 有三子一女，第三子為李鍾贊。 |
| 庶長子 | 李載先   | 1842年－1881年 | 贈完恩君   |                                                             |
| 庶女   | 全州李氏 | 1855年－1869年 |            | 李允用的元配夫人。 李允用爲李完用的庶兄、李鎬俊的庶子。     |

大院君夫人骊兴闵氏为天主教徒，同南人洪凤周、北人南钟三等著名天主教徒多有来往。洪凤周为高宗乳母朴召史之夫。高宗上尊谥纯穆大院妃。大院君生有三子三女。长子完兴君李載冕，曾任兵曹、吏曹判书，宫内大臣，晋封兴亲王，朝鲜被日本合并后封为李熹公。次子翼成君李载晃即为高宗，承翼宗嗣。庶长子李载先在1881年5月图谋废黜高宗、推翻闵氏集团、自立为王的一场未遂政变后获罪赐死。

## 评价
大院君原意藉新政實現社會正義並維護普羅大眾權益，但是，建立在傳統社會基礎上的改革無法拯救已經走向衰亡的朝鮮王國。
在「丙寅洋擾」和「辛未洋擾」之中，大院君領導朝鮮軍擊退法軍和美軍，但西方強權力量已勢不可擋。
大院君加強專制中央集權的改革作為更使朝鮮遠離實現近代化的機會，更為其政治前途埋下潛在危機。
此外，耗資大興土木、加強軍備之舉也促使咸镜道稳城、全羅道光陽、庆尚道寧海、黄海道海州、庆尚道安東等地都爆發農民起義；國境北部的農民由於天災人禍自同治八年（1869年）起即不斷逃亡中國東北，形成早期的中國籍朝鲜族。

## 年表

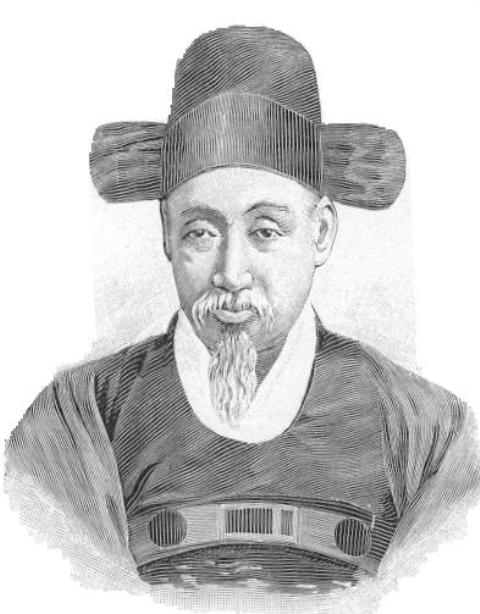
1870年代兴宣大院君画像

- 1821年1月24日（农历12月21日） - 出生
- 1852年7月25日 - 次子命福（高宗）诞生
- 1862年 - 壬戌民乱
- 1863年
  - 12月8日 - 哲宗驾崩
  - 12月13日 - 高宗被立为国王
- 1865年 - 组织国民重建景福宫，后因财政不济，向百姓征願納銭
- 1866年 - 冊封閔致祿之女為王妃並行嘉禮
  - 2月 - 下令取缔天主教
  - 9月 - 美国武装商船与朝鲜军队交火（舍门将军号事件）
  - 朝鲜与法国由于取缔天主教发生武装冲突（丙寅洋扰）
  - 10月 - 丙寅教狱（下令大规模捕杀天主教传教士及教徒，外国人宣教師10名処刑）
  - 由于重建景福宫，经济困难，物价暴涨
  - 11月6日 - 铸造当百銭（1867年6月17日中止），通货膨胀。
- 1871年
  - 5月9日 - 废军布法，立户部法
  - 6月 - 辛未洋擾（朝鲜与美国冲突）
  - 下令全国各地立“斥和碑”
- 1873年
  - 闰六月成均館儒生李世愚提议，大院君获“大老”的称号，因而取得了与国王相同的地位[31]
  - 11月3日 - 崔益鉉上疏批判大院君
  - 下台
  - 闵妃掌政，大院君势力倒台
  - 闵妃外戚被大量提拔
  - 景福宮發生爆炸
- 1874年
  - 3月 - 纯宗出生
  - 高宗长子与纯宗争世子
  - 闵妃义兄闵升镐住宅爆炸，母子死亡
- 1875年
  - 8月 - 李裕元奏请清朝册封世子
  - 9月 - 江華島事件
  - 11月 - 大院君之兄兴寅君家疑遭纵火
- 1876年2月27日 - 日朝江华条约签定
- 1877年 - 义亲王出生
- 1880年 - 高宗长子死亡
- 1882年
  - 1月 - 纯宗戴冠式
  - 閔台鎬的女儿（純明孝皇后閔氏）为世子嫔
  - 7月 - 壬午兵变
  - 8月26日 - 清军逮捕大院君，押往天津
- 1884年12月 - 甲申政变，清朝干预
- 1885年
  - 1月9日 - 汉城条约
  - 4月15日 - 巨文島事件
  - 4月18日 - 天津条约
  - 朝俄密约
  - 10月3日 - 大院君回国，到仁川
- 1892年6月 - 遇刺未遂，春夏之交，云岘宫炸弹爆炸，大院君外出散步，躲过一劫；李载冕和李埈镕家也发现炸弹。[32]此事多被认为是闵妃集团所为。
- 1894年
  - 3月28日 - 金玉均在上海遭闵妃手下暗杀
  - 甲午农民战争
  - 7月 - 日军包围王宫
  - 甲午更张
  - 8月1日 - 日清宣战
- 1895年
  - 3月30日 - 甲午战争结束
  - 4月17日 - 马关条约
  - 5月4日 - 三国干涉
  - 9月1日 - 三浦梧楼就任日本驻朝鲜公使
  - 10月8日 - 乙未事变
  - 10月10日 - 要求将闵妃废为庶民
- 1897年 - 大韓帝國成立 上尊号献懿大院王
- 1898年2月22日（农历2月2日） - 逝世
  - 葬高阳郡工德里，后移葬，与夫人純穆大院妃合葬京畿道坡州云川面兴园。
- 1907年8月24日 - 纯宗为大院君上尊谥“兴宣献懿大院王”。
- 1966年 - 移葬南阳市。

## 画像

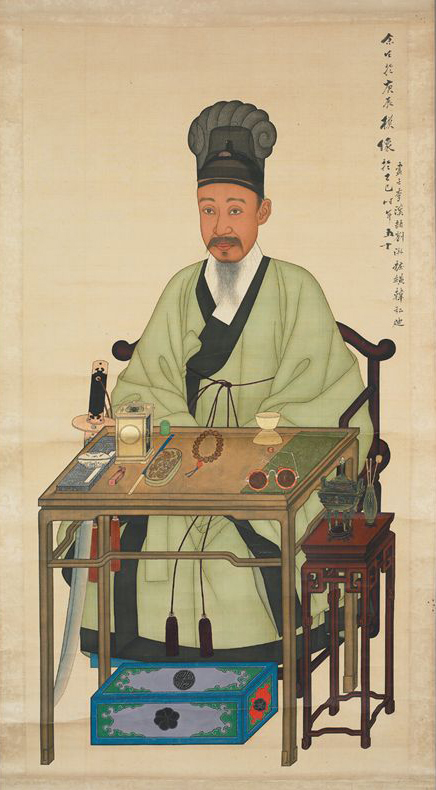
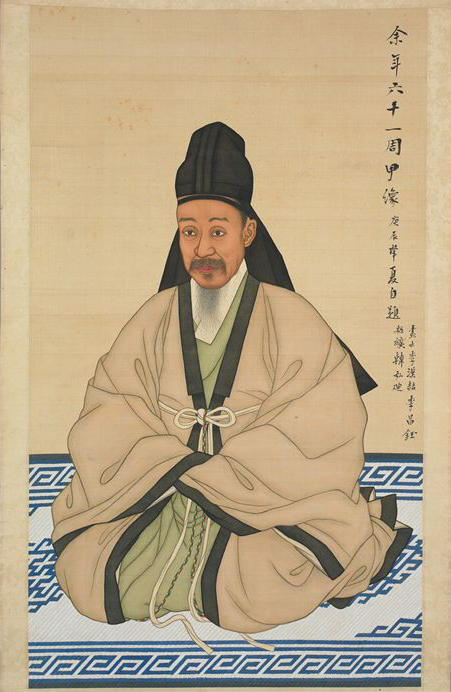
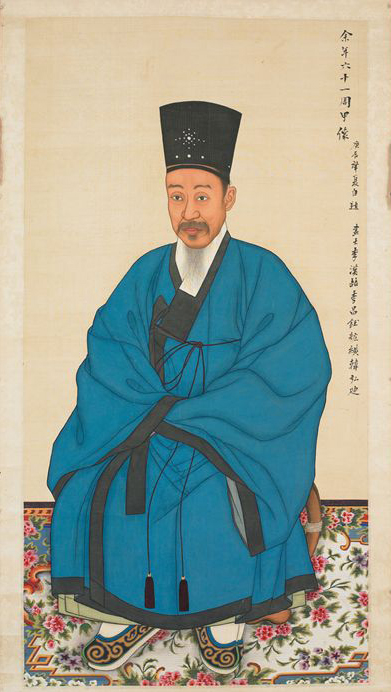
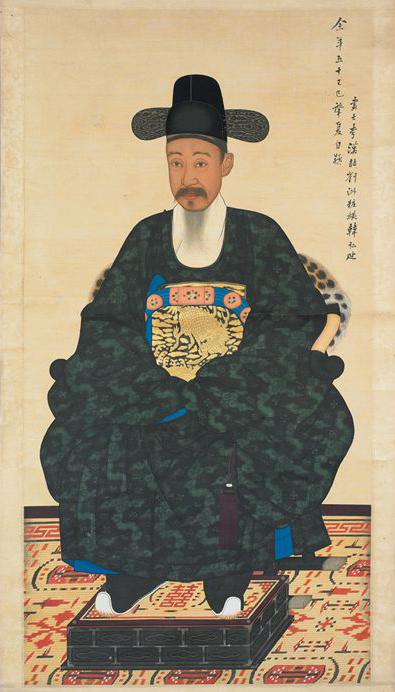

## 逸闻
- 兴宣大院君善画兰花。